# Abel Chen
 (juin 2019).
Abel Chen, né le 25 octobre 1963 à Taïwan, est un auteur de bande dessinée. Il vit principalement en France.
Ses œuvres ont été publiées  aux éditions Triskel, Carabas, Pointe noire, dans le journal Pif Gadget et Le Journal de Mickey.

## Biographie
Après avoir séjourné à Taïwan, où il participe à la réalisation de séries télévisées, il vient en France et, en 1997, s'installe à Quimper où il réalise en solo la série Charles le Chat noir (éd. Triskel).

## Œuvres
- Air vampire

1. Y a-t-il un négociant de tomates pour sauver l'avion ?, éditions Triskel, 1997  (ISBN 2-912193-02-8)

- Charles le Chat noir, éditions Triskel

1. En route !, 1997  (ISBN 2-912193-01-X)[2]
2. Tu parles, Charles, 2000  (ISBN 2-912193-21-4)
3. Charles, attends !, 2000  (ISBN 2912193265)
4. HS. Chalut, l'artiste, éd. Tricycle, coll. Strips, 1997  (ISBN 2-912193-11-7)

- Pop-corn, tome 4 : Il y a un os, éditions Tricycle, coll. Strips, 1998  (ISBN 2-912193-09-5)
- Les Contes de par-ci par-là (dessin), avec Bertrand Escaich (scénario), éditions Pointe Noire, 2002  (ISBN 2-84553-055-2)[3]
- Cos et Mos (dessin), avec Richard Marazano (scénario), Éditions Carabas, coll. Crocodile

1. Terra incognita, 2004  (ISBN 2-914203-20-9)
2. Cinq aventures de Cos & Mos, 2005  (ISBN 2-351-00010-2)